# 眼虫属
眼虫属也称裸藻属、綠蟲藻屬，是生物裡的一個屬，屬於裸藻綱；其下种可称为眼虫、眼虫藻、裸藻、绿虫藻。眼蟲名字的來源是因為它們有眼斑，與趨光有關。
眼虫为长梭形或圆柱形而带扁平的单细胞藻体，由前端小凹陷生出细长鞭毛一条，其運行方式猶如螺旋槳，其推進能使得眼蟲向前運動；鞭毛基部附近有红色小点能感光，称眼点；眼虫没有细胞壁，有一层富有弹性的表膜，所以身体可以伸缩变形，少数种类表膜很硬，不能变形。
它們主要生活在淡水，也有在湿土表面，在含有有机物较多的水中；生长旺盛时，看上去水成為綠色的一片，此因大多數種類的眼蟲有葉綠體，可以進行光合作用（自營型生物）；也有些種類的眼蟲是異營型生物，它們靠溶在水中的物質生存，但也有很多種類同時行兩種營養方式。

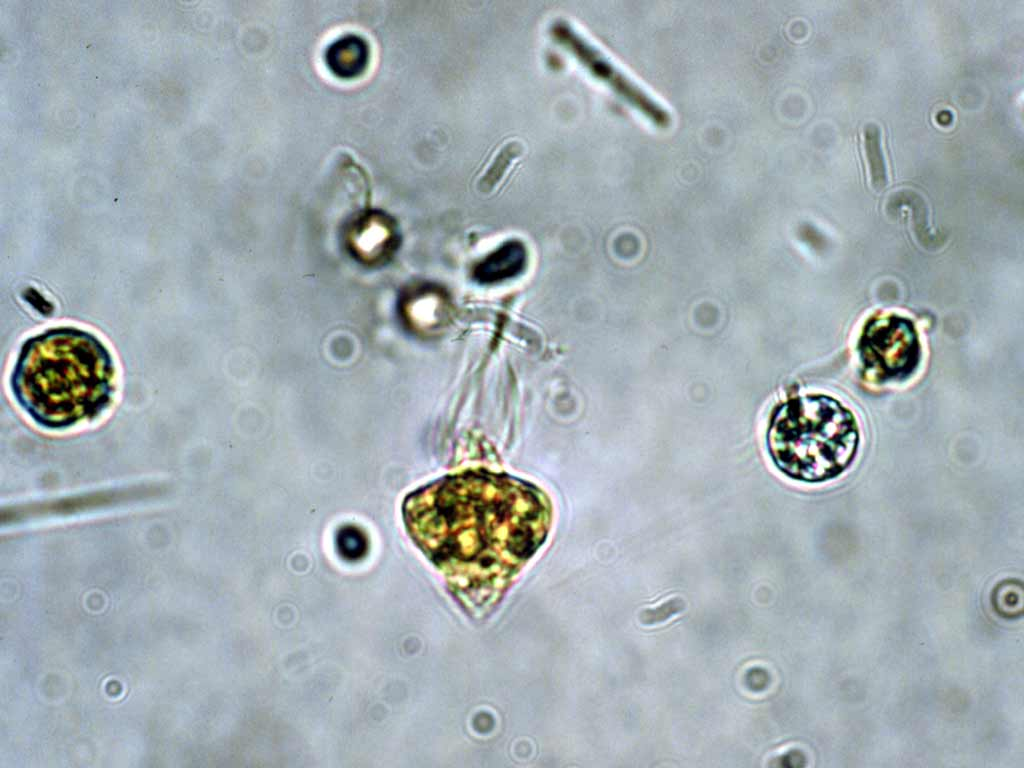

眼虫是單細胞生物，既不為植物，也不為動物。它不同的習性，例如攝食、排泄、新陳代謝、生長、繁殖、感受刺激性，使之與眾不同，成為獨立的一門。當眼蟲發育成熟後，它會分裂為兩個新細胞，或者和另一個細胞進行生育。新陳代謝方面它有兩種方式：光合作用或者是攝取周圍的養料。被稱之為兼養型生物，如果沒有光，它就會分解自身存儲的養料或者是攝取周圍的養料度日。光對於眼蟲來說是性命攸關的。它避免與其他物體接觸，它對溫度敏感，感光和運動是眼蟲的主要事務。液泡根據身處環境的溶液濃度的不同，收縮擴大的速度也不同。

## 下属物种
本属包括以下物种：